# Список судинних рослин України — вересоцвіті
Список місцевих рослин України з порядку вересоцвіті є продовженням Списку судинних рослин України. Вересоцвіті (Ericales) в рідній флорі України представлені такими родинами: бальзаминові (Balsaminaceae), вересові (Ericaceae), синюхові (Polemoniaceae), первоцвітові (Primulaceae).

### Місцеві вересоцвіті (Ericales)
| №  | Вид | Розповсюдження в Україні | Джерело інформації | Родина                     | Зображення |
| -- | --- | --- | ------------------ | -------------------------- | ---------- |
| 1  | Розрив-трава звичайна Impatiens noli-tangere L.                                                             | У вологих місцях в лісах і на болотах — в Карпатах, на Поліссі, в Лісостепу, зазвичай; в гірському Криму (на р. Бурульча), дуже рідко | [ 2 ]              | Бальзаминові Balsaminaceae |            |
| 2  | Андромеда ряснолиста Andromeda polifolia L.                                                                 | У соснових, рідше дубово-соснових лісах на вологих місцях, торф'яних болотах — пн. Полісся, острівцями на півдні; Розточчя-Опілля, Прикарпаття; у Карпатах, зрідка | [ 3 ]              | Вересові Ericaceae         |            |
| 3  | Суничник червоний Arbutus andrachne L.                                                                      | На скелях і урвищах — на ПБК (від мису Айя до Алушти). У ЧКУ має статус «рідкісний» | [ 4 ]              | …                          |            |
| 4  | Arctous alpina (L.) Nied.                                                                                   | у Західних, Східних і Південних Карпатах | [ 5 ]              | …                          |            |
| 5  | Мучниця звичайна Arctostaphylos uva-ursi (L.) Spreng.                                                       | У соснових лісах на сухих піщаних ґрунтах — спорадично, невеликими острівцями на Поліссі | [ 4 ]              | …                          |            |
| 6  | Erica spiculifolia Salisb., syn. Bruckenthalia spiculifolia (Salisb.) Rchb.                                 | У Карпатах | [ 6 ]              | …                          |            |
| 7  | Верес звичайний Calluna vulgaris (L.) Hull                                                                  | У соснових, рідше дубово-соснових лісах, на вологих місцях, у горах на полонинах — у лісових та на півночі лісостепових районів | [ 4 ]              | …                          |            |
| 8  | Торф'яниця чашечкова Chamaedaphne calyculata (L.) Moench                                                    | На сфагнових болотах, у заболочених соснових лісах, на купині — дуже рідко в східній частині 3ахідного Полісся (Рівненська обл., околиці м. Сарни, болота Чемерне, Сира Погоня між селами Єльне і Вежиця Сарненського р-ну; Житомирська обл., Коростенський р-н, с. Озеряни, с. Гладковичі, околиці Звягеля). У ЧКУ має статус «вразливий» | [ 4 ]              | …                          |            |
| 9  | Порушник звичайний Chimaphila umbellata (L.) W.Barton                                                       | У соснових, змішаних і букових лісах — у Розточчі, на Поліссі, у борах Середнього Подніпров'я, Лівобережного Лісостепу, на півночі Донецького Лісостепу (р. Сів. Донець) та у м. Криму (Сімферопольський р-н, с. Перевальне) | [ 7 ]              | …                          |            |
| 10 | Водянка чорна Empetrum nigrum L.                                                                            | На торф'яних болотах, полонинах — у Карпатах, зазвичай, на рівнинах, рідко (Тернопільська обл., м. Кременець) | [ 8 ]              | …                          |            |
| 11 | Під'ялинник звичайний Monotropa hypopitys L.                                                                | У хвойних, змішаних і листяних лісах — у Карпатах, Прикарпатті, Розточчі, Поліссі, Лісостепу і Степу (по річках Сів. Донець, Оскол, Самара), гірському Криму (верхній пояс Головного пасма, яйла) | [ 8 ]              | …                          |            |
| 12 | Наскельниця лежача Kalmia procumbens (L.) Gift, Kron & P.F.Stevens ex Galasso, Banfi & F.Conti              | У субальпійському та альпійському поясах (на вис. 1640—2000 м н. р. м.) — у Карпатах (Чорногора). У ЧКУ має статус «рідкісний» | [ 3 ]              | …                          |            |
| 13 | Одноквітка звичайна Moneses uniflora (L.) A.Gray                                                            | У хвойних, змішаних, частково листяних (буково-грабових) лісах, на вологих місцях, в горах до 1500 м або до субальпійського пояса — в Карпатах і Прикарпатті, рідше в Розточчі та 3. Поліссі, дуже рідко в інших р-нах Полісся та містах Криму (на яйлі)                                                                                   | [ 7 ]              | …                          |            |
| 14 | Боровинка однобока Orthilia secunda (L.) House                                                              | У хвойних, змішаних, частково листяних (букових) лісах — у Карпатах, Прикарпатті, Поліссі; у Лісостепу, рідше; у гірському Криму, вздовж верхнього поясу пн. та пд. схилів Головної гряди | [ 7 ]              | …                          |            |
| 15 | Грушанка карпатська Pyrola carpatica Holub & Křísa                                                          | В альпійському та субальпійському поясах, на висотах 1200–2000 метрів — у Карпатах (гори Близниця, Говерла), рідко | [ 8 ]              | …                          |            |
| 16 | Грушанка круглолиста Pyrola rotundifolia L.                                                                 | У хвойних, змішаних, почасти листяних лісах — у Карпатах (до 1000 м, місцями піднімається до субальпійського пояса), Прикарпатті, Розточчі, Поліссі, частково в Лісостепу, гірському Криму (в букових лісах заповідно-мисливського господарства, дуже рідко)                                                                               | …                  | …                          |            |
| 17 | Грушанка зеленоцвіта Pyrola chlorantha Sw.                                                                  | У соснових, значно рідше в змішаних і широколистяних лісах; спорадично в Прикарпатті, Розточчі, на Поліссі, в Лісостепу; досить рідко в Гірському Криму (середній і верхній пояси Головної гряди) | [ 9 ]              | …                          |            |
| 18 | Грушанка середня Pyrola media Sw.                                                                           | У ялицево-ялинових, змішаних, листяних лісах — дуже рідко в Прикарпатті, на Поліссі, в західному Лісостепу, гірському Криму (заповідно-мисливське господарство, яйла гори Чатир-Даг) | [ 7 ]              | …                          |            |
| 19 | Грушанка мала Pyrola minor L.                                                                               | У хвойних, змішаних, почасти листяних лісах — у Карпатах (до 1200 м н.р.м.), Прикарпатті, Розточчі, Поліссі, Лісостепу, гірському Криму (пн. і пд. схили Головного пасма, Нікітської яйли), рідко | …                  | …                          |            |
| 20 | Рододендрон жовтий Rhododendron luteum Sweet                                                                | У дубово-соснових лісах на вологих місцях — у сх. ч. 3. Полісся (у пн.-сх. ч. Рівненської обл. та пн.-зх. Житомирської) | [ 3 ]              | …                          |            |
| 21 | Рододендрон карпатський Rhododendron kotschyi Simonk., syn. Rhododendron myrtifolium Schott & Kotschy       | На гірських луках, місцями між чагарниками сосни-жерепа, у субальпійському та альпійському поясах — у Карпатах. У ЧКУ має статус «неоцінений» | …                  | …                          |            |
| 22 | Rhododendron tomentosum Harmaja, syn. Ledum palustre L.                                                     | У соснових, рідше дубово-соснових лісах, на вологих місцях (на сфагнових болотах, полонинах) — на півночі Полісся, часто, острівцями на півд. ч.; у Прикарпатті та Карпатах, зрідка | …                  | …                          |            |
| 23 | Vaccinium microcarpum (Turcz. ex Rupr.) Schmalh., syn. Oxycoccus microcarpus Turcz. ex Rupr.                | На сфагнових, торфових болотах, у горах, до 1800 м н. р. м., дуже рідко — у Карпатах та західному Поліссі. У ЧКУ має статус «вразливий» | [ 7 ]              | …                          |            |
| 24 | Чорниця звичайна Vaccinium myrtillus L.                                                                     | У хвойних та змішаних лісах — у Карпатах, Розточчі-Опіллі, Поліссі, зрідка у пн. ч. лісостепових районів | [ 4 ]              | …                          |            |
| 25 | Буяхи Vaccinium uliginosum L.                                                                               | У соснових, змішаних лісах, на торф'яних болотах, у горах у субальпійській та альпійській зонах — у Карпатах, Розточчі-Опіллі, на півночі Правобережного Полісся, острівцями зустрічається подекуди і на пд. ч. Полісся | …                  | …                          |            |
| 26 | Брусниця Vaccinium vitis-idaea L.                                                                           | У хвойних та змішаних лісах — у Карпатах, Розточчі-Опіллі, Поліссі, зрідка у суміжних місцях лісостепових районів | …                  | …                          |            |
| 27 | Vaccinium oxycoccos L., syn. Oxycoccus palustris Pers.                                                      | На сфагнових болотах у горах до 1800 м н. р. м. — у зх. Поліссі, зрідка в Карпатах, Прикарпатті, Розточчі-Опіллі, на Правобережному та Лівобережному Поліссі, у пн.-сх. ч. Лівобережного Лісостепу | [ 10 ]             | …                          |            |
| 28 | Синюха блакитна Polemonium caeruleum L.                                                                     | На вологих луках, лісових узліссях, у чагарниках — на Поліссі, в Лісостепу, Степу (на північному сході) | [ 11 ]             | Синюхові Polemoniaceae     |            |
| 29 | Lysimachia arvensis (L.) U.Manns & Anderb., syn. Anagallis arvensis L.                                      | На полях, біля доріг — по всій території | [ 12 ]             | Первоцвітові Primulaceae   |            |
| 30 | Lysimachia europaea (L.) U.Manns & Anderb., syn. Trientalis europaea L.                                     | У лісах, серед чагарників — на Поліссі та в Карпатах, зазвичай; в лісостепу, зрідка | …                  | …                          |            |
| 31 | Lysimachia foemina (Mill.) U.Manns & Anderb., syn. Anagallis caerulea Schreb., Anagallis foemina Mill.      | На полях і біля доріг — на південному заході, півдні й у Криму | …                  | …                          |            |
| 32 | Lysimachia minima (L.) U.Manns & Anderb., syn. Centunculus minimus L.                                       | По краях боліт, на вологих пісках — на Поліссі, у Лісостепу та на пд. ч. Степу, зрідка (Херсонська обл., Чорноморський заповідник, ділянка «Соленоозерний») | …                  | …                          |            |
| 33 | Lysimachia linum-stellatum L., syn. Asterolinon linum-stellatum (L.) Duby                                   | У кам'янистих місцях — на ПБК (ок. Сімеїза) | …                  | …                          |            |
| 34 | Lysimachia maritima (L.) Galasso, Banfi & Soldano, syn. Glaux maritima L.                                   | На солонцях і засолених луках — у півд. ч. лісостепу і степу, у Присивашші й на ПБК, рідко | …                  | …                          |            |
| 35 | Вербозілля гайове Lysimachia nemorum L.                                                                     | На узліссях у Карпатах (Закарпатська область), зрідка | …                  | …                          |            |
| 36 | Вербозілля лучне Lysimachia nummularia L.                                                                   | У чагарниках, лісах та на заливних луках — на Закарпатті, лісових і лісостепових р-нах; у Криму, зрідка | …                  | …                          |            |
| 37 | Вербозілля крапчасте Lysimachia punctata L.                                                                 | На вологих луках, на узліссях, берегах річок — у Закарпатті звичайно; на Правобережжі Дніпра, зрідка (в парках Хмельницької, Вінницької й Київської областей) | …                  | …                          |            |
| 38 | Вербозілля китицецвіте Lysimachia thyrsiflora L.                                                            | На болотах і болотистих берегах річок — на Поліссі, в Лісостепу, звичайно | …                  | …                          |            |
| 39 | Вербозілля кільчасте Lysimachia verticiliaris Biehler                                                       | У вологих місцях у лісах, чагарниках — у Донецькому Лісостепу, гірському та південному Криму | …                  | …                          |            |
| 40 | Вербозілля звичайне Lysimachia vulgaris L.                                                                  | У вологих місцях, на болотах, біля берегів річок та озер — на всій території, у передгір'ях Криму, зрідка; на ПБК відсутнє | …                  | …                          |            |
| 41 | Lysimachia dubia Aiton                                                                                      | ? | [ 13 ]             | …                          |            |
| 42 | Переломник видовжений Androsace elongata L.                                                                 | У Лісостепу і Степу, зазвичай; в Криму, рідко | [ 14 ]             | …                          |            |
| 43 | Переломник великий Androsace maxima L.                                                                      | У степу, на кам'янистих схилах, крейді й у посівах — в Степу звичайний; у Криму й Лісостепу рідше; іноді заноситься на північ залізницями | …                  | …                          |            |
| 44 | Переломник північний Androsace septentrionalis L.                                                           | На пагорбах, полях, луках, зазвичай на піщаному ґрунті — у Лісостепу | …                  | …                          |            |
| 45 | Переломник волохатий Androsace villosa L., у т. ч. Androsace koso-poljanskii Ovcz., Androsace taurica Ovcz. | На крейдяних відслоненнях, на яйлах та на вапняках — зрідка (Харківська обл. по річках Вовча та Оскол, притокам Дінця); у гірському Криму, звичайно | …                  | …                          |            |
| 46 | Primula matthioli (L.) V.A.Richt., syn. Cortusa matthioli L.                                                | На скелях, у чагарниках у субальпійському поясі — у Карпатах, зрідка (хр. Чорногора); Чернівецька обл. (гора Томнатик). У ЧКУ має статус «зникаючий» | [ 14 ]             | …                          |            |
| 47 | Цикламен Кузнецова Cyclamen coum Mill., у т. ч. Cyclamen kusnetzovii Kotov & Czernova                       | У чагарниках — у лісостепових р-нах Криму (ок. м. Білогірська, с. Руське та Муромське). У ЧКУ має статус «зникаючий» | [ 12 ]             | …                          |            |
| 48 | Плавушник болотяний Hottonia palustris L.                                                                   | У стоячій воді, на болотах — на Поліссі та в Лісостепу зазвичай; в Закарпатті рідко; в Степу в долинах річок | [ 12 ]             | …                          |            |
| 49 | Первоцвіт високий Primula elatior (L.) Hill, у т. ч. Primula poloninensis (Domin) Fed.                      | У лісах, на узліссях, у чагарниках — на Прикарпатті та в Карпатах, звичайно; в зх. Лісостепу, зрідка (Тернопільська і Хмельницька обл., на сході заходиться до населених пунктів Сатанова і Ярмолинців по р. Збруч) | [ 14 ]             | …                          |            |
| 50 | Первоцвіт Галлера Primula halleri J.F.Gmel.                                                                 | На полонинах — у Карпатах (Івано-Франківська та Закарпатська обл.). У ЧКУ має статус «рідкісний» | …                  | …                          |            |
| 51 | Первоцвіт дрібний Primula minima L.                                                                         | На кам'янистих галявинах у субальпійському та альпійському поясах — у Карпатах (Івано-Франконська обл., хр. Чорногора, Закарпатська обл., хр. Мармарошські Альпи, гора Піп Іван, Рахівський р-н). У ЧКУ має статус «рідкісний» | …                  | …                          |            |
| 52 | Первоцвіт весняний Primula veris L., у т. ч. Primula macrocalyx Bunge                                       | На узліссях лісів, лісових галявинах — на Прикарпатті, рідко, звичайно, у лісових і лісостепових р-нах, рідше в пд-сх. р-ні Степу, де проходить пд. межа поширення (Харківська обл., Куп'янський р-н, ок. с. Моначинівка) | …                  | …                          |            |
| 53 | Первоцвіт звичайний Primula vulgaris Huds., у т. ч. Primula sibthorpii Hoffmanns.                           | На галявинах, у листяних лісах — у гірському Криму, зрідка | …                  | …                          |            |
| 54 | Північниця солонцева Samolus valerandi L.                                                                   | На солонцевих луках — на півдні Одеської, Миколаївської та Херсонської обл. та на півдні Криму | [ 12 ]             | …                          |            |
| 55 | Soldanella angusta Li Bing Zhang                                                                            | У Карпатах | [ 6 ]              | …                          |            |
| 56 | Монетниця угорська Soldanella hungarica Simonk.                                                             | На субальпійських і альпійських луках, вище верхньої межі лісу — у Карпатах (хр. Чорногора, гори Говерла, Пожижевська, Гутин-Томнатик, хр. Свидовець та на горі Піп Іван Мармароський) | [ 14 ]             | …                          |            |
| 57 | Монетниця гірська Soldanella montana Willd.                                                                 | На субальпійських луках — у Карпатах, звичайно | …                  | …                          |            |